# 1659 Punkaharju
1659 Punkaharju este un asteroid din centura principală, descoperit pe 28 decembrie 1940, de Yrjö Väisälä.